# Marumba tigrina
Marumba tigrina — вид лускокрилих комах родини Бражникові (Sphingidae).

## Поширення
Вид поширений в Індонезії. Зустрічається на Борнео, Яві та Суматрі.